# Bruno Peres
Pour les articles homonymes, voir Peres.
Bruno da Silva Peres, plus connu sous le nom de Bruno Peres, né le 1er mars 1990 à São Paulo au Brésil, est un footballeur brésilien qui évolue au poste d'arrière droit  à l'Athletico Paranaense.

## Biographie
Avec le Santos FC, il joue 38 matchs en première division brésilienne, marquant trois buts.
Avec l'équipe italienne de l'AS Rome, il participe à la Ligue des champions, et à la Ligue Europa.
Le 6 juillet 2018, il est prêté avec option d'achat par l'AS Rome au São Paulo FC, jusqu'en décembre 2019.

## Palmarès
AS Rome
- Championnat d'Italie :
  - Vice-Champion : 2017.

 Trabzonspor
- Championnat de Turquie
  - Champion en 2022